# Bioinformatică

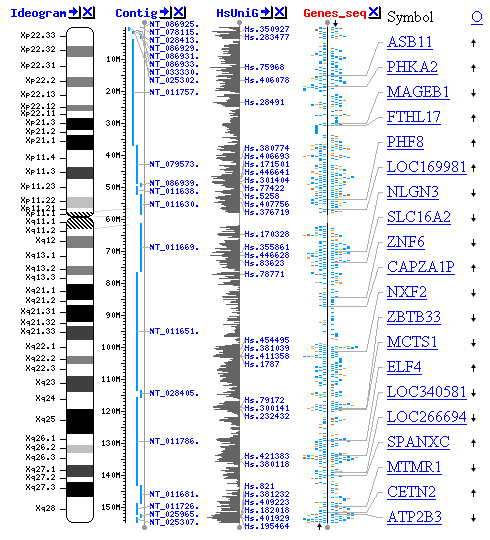
Diagrama cromozomului X uman
Asamblarea genomului uman este una dintre cele mai mari realizări ale bioinformaticii.

Bioinformatica este o știință interdisciplinară care se ocupă cu dezvoltarea de metode și instrumente software care ajută la înțelegerea datelor cu importanță biologică.  După cum sugerează și numele, bioinformatica combină genetica și biochimia cu informatica, dar apelează și la alte domenii, ca statistica, matematica (combinatorică, teoria informației, etc.) și ingineria.

## Software și instrumente
Instrumentele software pentru bioinformatică includ unele simple cu linie de comandă, programe grafice mai complexe și servicii web autonome. Sunt realizate de companii de bioinformatică sau de instituții publice. 

### Software de bioinformatică open-source
Multe instrumente software gratuite și open-source au existat și au continuat să crească începând cu anii 1980. Combinația dintre nevoia continuă de noi algoritmi pentru analiza tipurilor emergente de citiri biologice, potențialul de experimente inovatoare in silico și bazele de cod deschis disponibile gratuit au creat oportunități pentru grupurile de cercetare de a contribui la bioinformatică, indiferent de finanțare. Instrumentele open source acționează adesea ca incubatoare de idei sau plug-in-uri susținute de comunitate în aplicațiile comerciale. Ele pot oferi și standarde de facto și modele de obiecte partajate pentru a ajuta integrării bioinformațiilor.
Software-uri de bioinformatică open-source sunt Bioconductor, BioPerl, Biopython, BioJava, BioJS, BioRuby, Bioclipse, EMBOSS, .NET Bio sau limbaje de programare precum R, care conține numeroase pachete care pot fi folosite în analiza și prelucrarea datelor obținute în laborator sau pe teren. 
Open Bioinformatics Foundation și Conferința anuală Bioinformatics Open Source promovează software-uri de bioinformatică open-source.